# پروتز

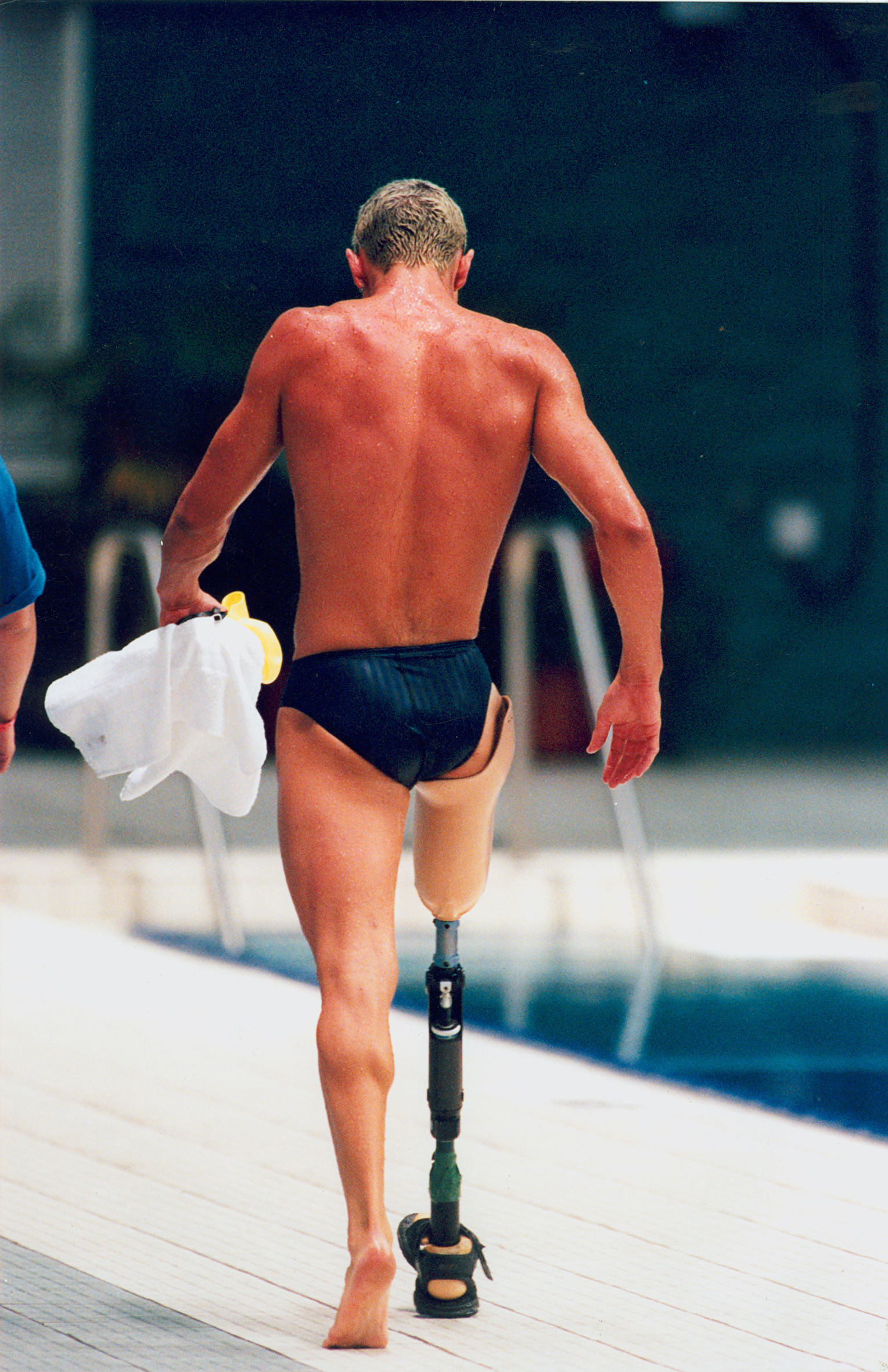
مردی با برسازه اندام تحتانی

پروتز یا بَرسازه (به انگلیسی: Prosthesis)یک اندام مصنوعی است که جایگزین یک قسمت از دست رفته بدن می‌شود که ممکن است در اثر ضربه، بیماری یا شرایطی که در بدو تولد وجود دارد (اختلال مادرزادی) از بین رفته باشد. برسازه‌ها برای بازگرداندن عملکرد طبیعی قسمت از دست رفته بدن در نظر گرفته شده‌اند و گاهی تنها جنبهٔ زیبایی دارند.

## تاریخچه
مصریان پیشگامان تولید اندام‌های مصنوعی بوده‌اند. اندام‌های مصنوعی اولیه از فیبر ساخته می‌شدند و عمدتاً برای کامل‌شدن بدن و زیبایی استفاده می‌شدند و کاربردی نبودند.
در حدود سال‌های ۴۰۰ قبل از میلاد در ایتالیا برای سربازانی که دچار قطع عضو شده بودند اندام‌های مصنوعی ای از جنس برنز و آهن ساخته شد که جنس بخش داخلی آن از چوب بود.
در زمینهٔ ساخت اندام‌های مصنوعی با رجوع به کشفیات پزشکی یونانیان و رومیان، رنسانس به تعبیری تولد دوباره ساخت این اعضای مصنوعی بود. اندام‌های ساختگی در این دوره به‌طور کلی از آهن، فولاد، مس و چوب ساخته می‌شدند.
در سال ۱۶۶۹، پیتر ورودین اولین اندام مصنوعی زیر زانو را ساخت که بعدها تبدیل به طرح اولیه همهٔ اندام‌های مصنوعی شد. در سال ۱۸۰۰، جیمز پاتس، مخترع انگلستانی، اندام مصنوعی از چوب، یک مفصل زانو از جنس فولاد و یک پایهٔ مفصلی ساخت که از زانو تا مچ پا به وسیلهٔ تاندون‌ها کنترل می‌شد.
این اندام به «پای آنگلیسی» معروف شد، این اسم‌گذاری از روی نام مارکس آنگلیسی انجام شد که در نبرد واترلو پای خود را از دست داده بود. ویلیام سلفو بعدها در سال ۱۸۳۹، اندام مصنوعی را به ایالات متحده برد که به «پای سلفو» معروف شد.
پس از جنگ جهانی دوم، افراد قطع عضو و کهنه سربازان آمریکایی با کمبود تکنولوژی در اندام‌های مصنوعی خود ناراضی بودند و خواستار بهبود شرایط خود شدند. دولت ایالات متحده هم با شرکت‌های نظامی برای بهبود عملکرد اندام‌های مصنوعی به جای اسلحه به توافق رسید. این توافق راه ساخت و تولید اندام‌های مصنوعی مدرن را تسریع بخشید.

## انواع اندام مصنوعی
اندام‌های مصنوعی به‌طور کلی به دو دسته هوشمند و غیرهوشمند تقسیم می‌شوند.

### اندام مصنوعی غیر هوشمند

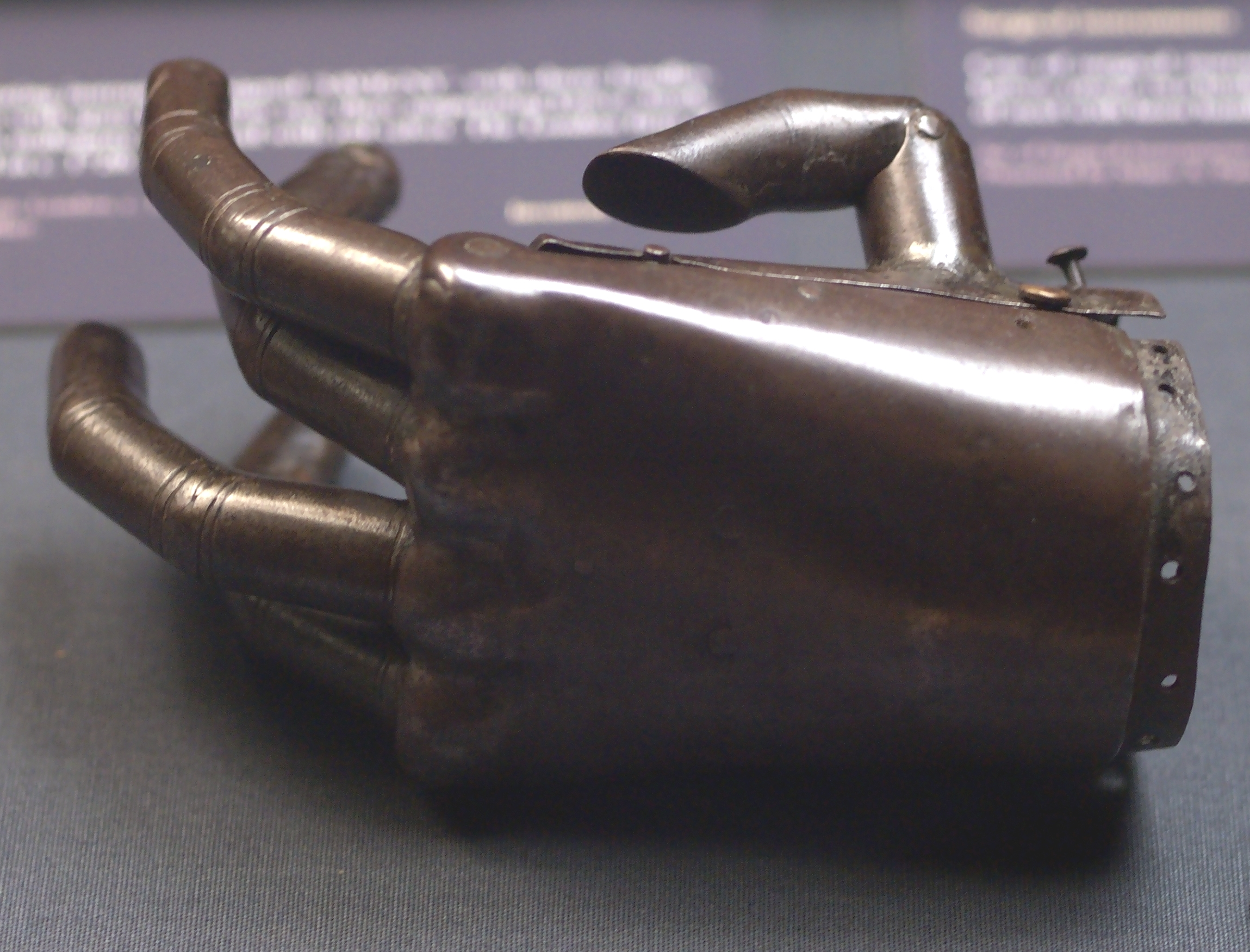

اندام‌های غیرهوشمند عموماً برای تکمیل کردن بدن انسان استفاده می‌شوند و ممکن است کارایی زیادی نداشته باشند چرا که نمی‌توان چیزی را با آن‌ها حس کرد. اکثر این اندام‌های مصنوعی غیر هوشمند فقط می‌توانند نوع خاصی از عملکرد یک اندام طبیعی را جبران کنند و عملکرد آن‌ها گستردگی زیادی ندارد.
این اندام‌های غیرهوشمند عموماً از جنس چوب، آلومینیوم و نوع خاصی از بسپارها می‌باشند تا در عین سبک بودن بتوانند عملکرد مناسبی داشته باشند.
برای مثال نمونه‌های اولیه دست‌های مصنوعی که در جنگ‌ها استفاده می‌شده‌است بسیار سنگین بوده و از فولاد ساخته می‌شده‌است و توانایی آن‌ها عمدتاً بلند کردن سپر و شمشیر بوده‌است.
طرح‌های آن‌ها از گذشته تا به امروز تغیرات بسیاری داشته‌است به طوری که امروزه به جای استفاده از قطعه ای از چوب یا فلز از شبکه ای نازک و پرتراکم از فلزات و پلیمرها استفاده می‌شود تا هم وزن مجموعه کم‌تر شود و هم استحکام بیشتری داشته باشد.

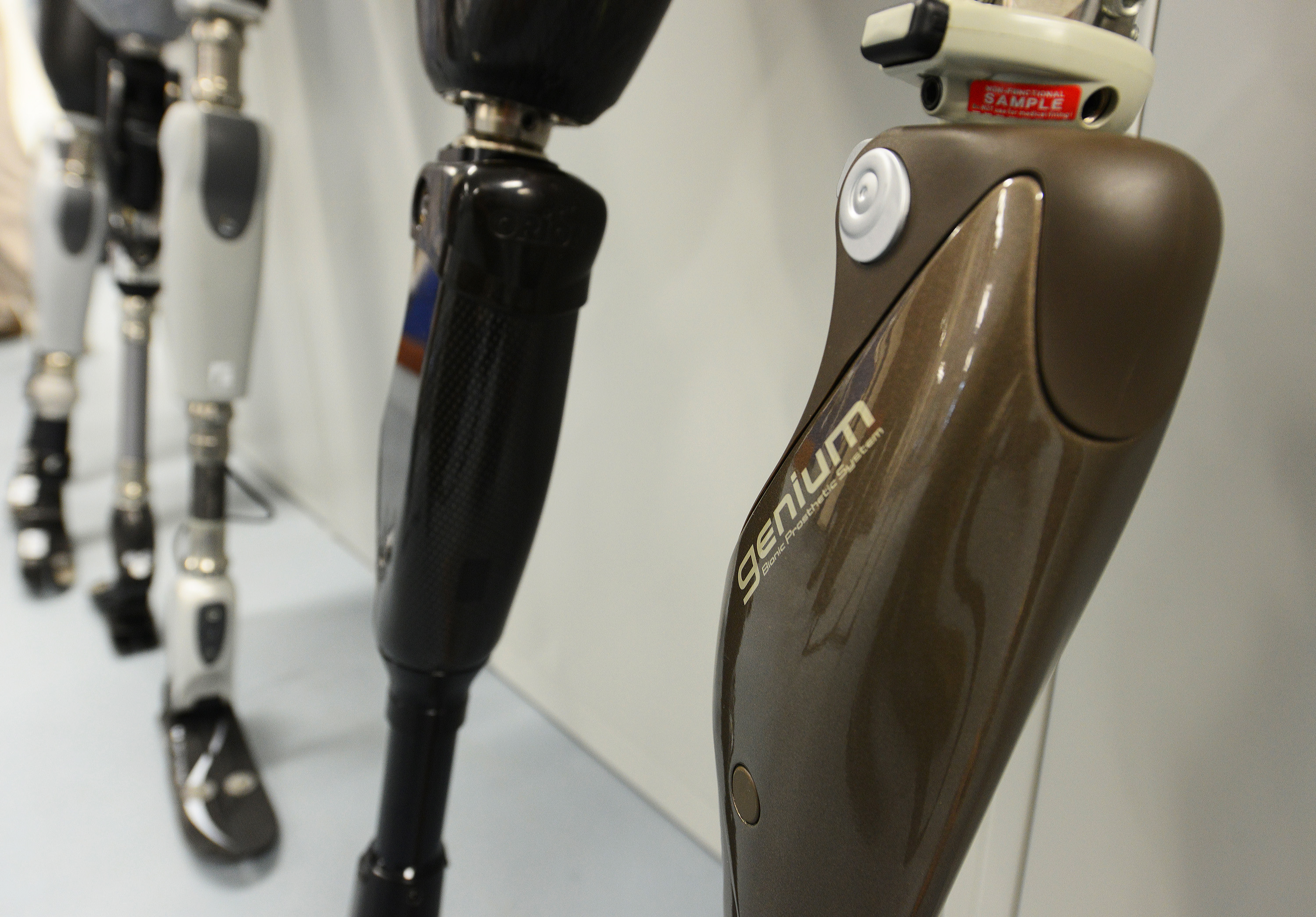

### اندام مصنوعی هوشمند
اندام‌های مصنوعی هوشمند تحولی عظیم در صنعت تولید اندام‌های مصنوعی محسوب می‌شوند. این اندام مصنوعی می‌تواند دست مصنوعی هوشمند یا پای مصنوعی هوشمند باشند
با استفاده از ثبت امواج نوارعصب (emg یا الکترومیوگرافی) یا نوار مغز(eeg یا الکتروانسفالوگرافی) می‌توان اندام‌های مصنوعی را کنترل کرد. به طوری که با دریافت این اطلاعات از بدن انسان و ذخیره ان در یک تراشه و انتقال آن به اجزای الکترونیکی به کار رفته در این اندام می‌توان بسیاری از حرکات یک اندام طبیعی را انجام داد.
محققان مؤسسه فناوری ماساچوست برای این که حس فیزیکی حرکت اندام مصنوعی همانند یک اندام طبیعی باشد جفتی را از اندام قطع شده استفاده می‌کنند و ان را به اندام طبیعی و مصنوعی پیوند می‌زنند. این جفت اطلاعات را از عصب سالم دریافت می‌کند و به میکرو قطعات الکترونیکی و موتورها ارسال می‌کند. با این روش حس حرکت اندام مصنوعی مثل اندام طبیعی می‌باشد.
این نوع از اندام‌های مصنوعی عموماً از جنس آلومینیوم و پلیمرهای سبک و مقاومی هستند که در عین راحتی بتوانند نیروی زیادی را تحمل کنند و استحکام و مقاومت بالایی داشته باشند. به طوری که یک اسکلت فلزی مقاوم در درون آن‌ها وجود دارد که بتواند نیروها را تحمل کند و یک پوسته از جنس پلیمرهای سبک و نرم که مشابه بدن می‌باشد ان را احاطه می‌کند.

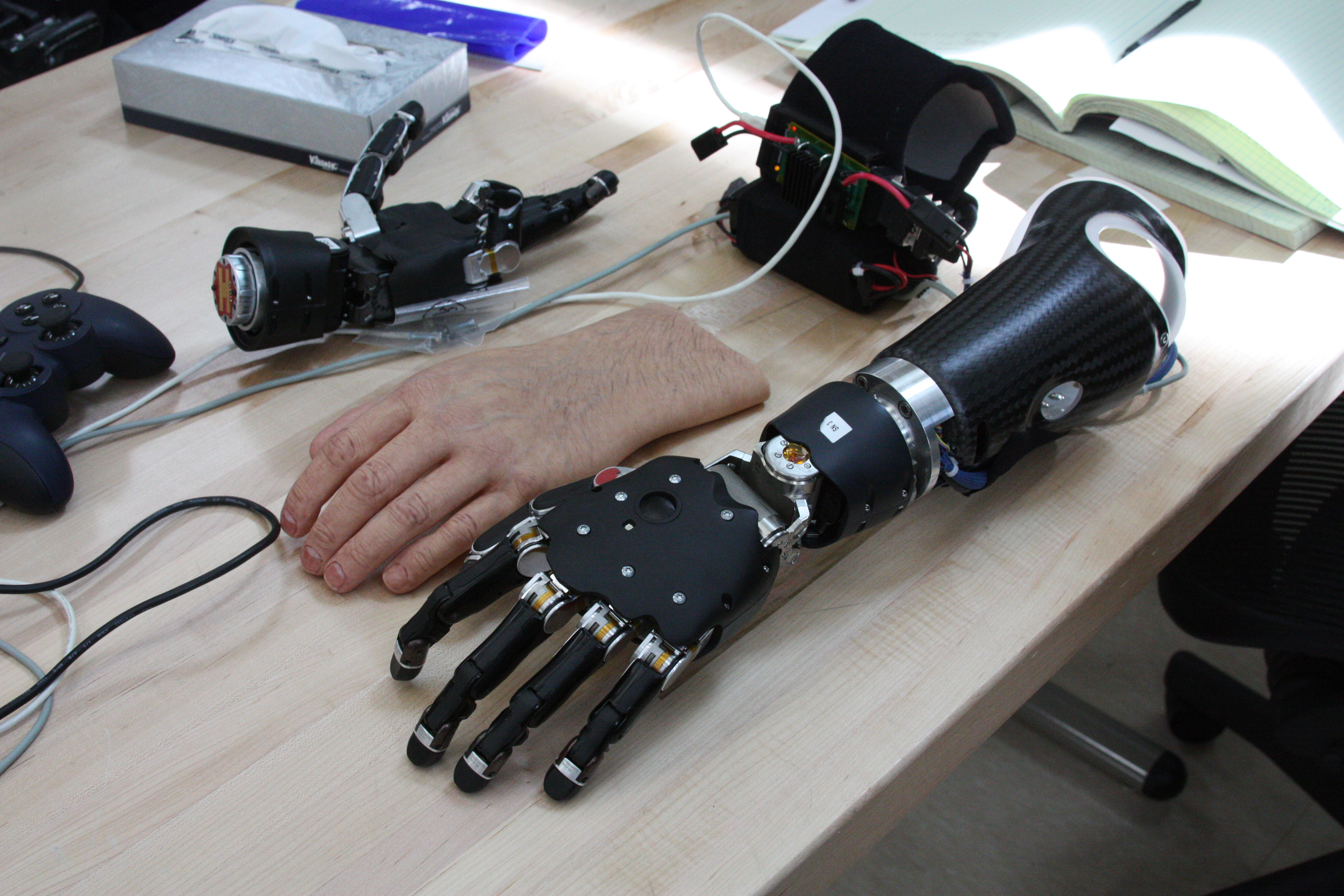

از آن جایی که تجهیزات به کار رفته در این نوع اندام‌ها بسیار پیشرفته می‌باشد لذا قیمت آن‌ها بسیار بالا بوده و عده کمی از اقشار جامعه توانایی خرید ان را خواهند داشت.

## انواع ماهیچه مصنوعی
ماهیچه مصنوعی را بر حسب این که در کدام قسمت بدن به کار می‌رود به دو دسته زیر طبقه‌بندی می‌کنند.

### ماهیچه مصنوعی خارجی[۱۹][۲۰]
این نوع از ماهیچه‌ها توسط موادی با قابلیت کشسانی طراحی می‌شوند که کشسانی و فشردگی آن‌ها با جریان الکتریک تغییر می‌کند. این نوع ماهیچه‌ها به عنوان یک نوع ارتز به حرکت اعضای بدن انسان کمک می‌کنند.
پژوهشگران دانشگاه لینشوپینگ و دانشگاه بوراس (University of Boras) سوئد روشی تازه برای ساخت دستگاه‌های پوشیدنی فعال یافتند که دیگر نیازی به موتور و قطعات مکانیکی ندارند. در این روش برای ساخت ماهیچه‌های مصنوعی از پارچه‌ای با الیاف سلولزی استفاده می‌شود و روی الیاف، پوششی از جنس پلیمرهای فعال الکتریکی قرار می‌گیرد. پلیمرهای الکترواکتیو رسانا هستند و زمانی‌که جریان الکتریکی در الیاف جاری می‌شود در آنها کشیدگی یا خمیدگی ایجاد می‌شود و تغییر شکل می‌دهند. شکل و حالت بافت پارچه نقش مهمی در جهت کشیدگی و خمیدگی پارچه ایفا می‌کند. با تغییر نوع بافته شدن این الیاف در یکدیگر، می‌توان ویژگی‌های منحصر به فردی در پارچه ایجاد کرد. اگر بخواهیم پارچه‌ای داشته باشیم که بتواند نیروی بیشتری تولید کند باید روش بافت به‌گونه‌ای باشد که رشته‌ها به صورت موازی در کنار یکدیگر قرار بگیرند همانند ماهیچه‌های طبیعی بدن. هرچه تعداد رشته‌ها بیشتر باشد پوشش قوی‌تر خواهد بود و نیروی بیشتری تولید خواهد کرد. همچنین در این روش خاصیت کشیدگی به بافت افزوده می‌شود و بافت پایداری مکانیکی نیز دارد.
با به‌کارگیری این پارچه جدید در فناوری‌های پوشیدنی نرم و قابل انعطاف می‌توان برای افراد ناتوان یک ارتز تولید کرد که بیمار دیگر با پوشیدن آن احساس سایبورگ نداشته باشد. در عوض مانند لباسی معمولی به نظر برسد و جلب توجه نکند.

### ماهیچه مصنوعی داخلی
این نوع از اندام‌های مصنوعی جزء پیشرفته ترین‌ها در نوع خود محسوب می‌شوند.
ماده به کار رفته در این ماهیچه باید قابلیت کشسانی داشته باشد و همچنین بسیار مقاوم باشد. ویژگی مهم این ماهیچه سازگاری ان با بافت‌های بدن می‌باشد به طوری که مشکل و بیماری خاصی در انسان ایجاد نکند.
به تازگی گروهی از دانشمندان دانشگاه هوکایدو ژاپن موفق به ساخت ماهیچه مصنوعی قابل رشد تحت عنوان هیدروژل‌های خود رشدی مکانیکی شده‌اند. این ماده بر اثر کشیده شدن نتنها خاصیت الاستیک خود را از دست نمی‌دهد بلکه مانند یک ماهیچهٔ طبیعی به مرور زمان و استفاده مداوم رشد کرده و قوی تر می‌شود لذا می‌توان از این نوع ماهیچه مصنوعی برای چندین سال استفاده کرد و با رشد بدن انسان دیگر نیازی به تعویض شدن ندارند.

### تاریخچه جنس پروتزها
اندام مصنوعی از دوران قدیم تا امروز پیشرفت زیادی داشت هاست که در زمان باستان پروتزها بیشتر به حالت فلزی و چرمی بوده اما امروزه دستخوش تغییرات و پیشرفت زیادی در این علم صورت گرفته‌است بطوری که مددجویانی که از این پروتزها استفاده می‌کنند قادر به انجام اکثر کارهای روزمرهٔ خود می‌باشند حال این پروتز می‌تواند پروتز پا، پروتز دست و… باشد.